# オウツフルン
オウツフルン（アフリカーンス語: Oudtshoorn）は、南アフリカ共和国西ケープ州にある都市である。人口は2011年時点で61,507人。オウツフルン自治体に所属している。英語読みだとオーツホーンとなる。ダチョウ産業で有名な都市である。

## 概要
ケープタウンから350km離れた場所に位置している。ジョージからは50㎞と近い。標高2325mのスワートベルグ山と標高1,578mのウテニカ山脈の間に広がる小カルー平原の中心となる都市。ダチョウの飼育数は世界最大であると言われ、世界のダチョウの首都とも言われる。ダチョウ産業とそれを生かした観光業が盛んであり、世界中から多くの観光客を受け入れている。周辺にはカンゴー鍾乳洞がある。

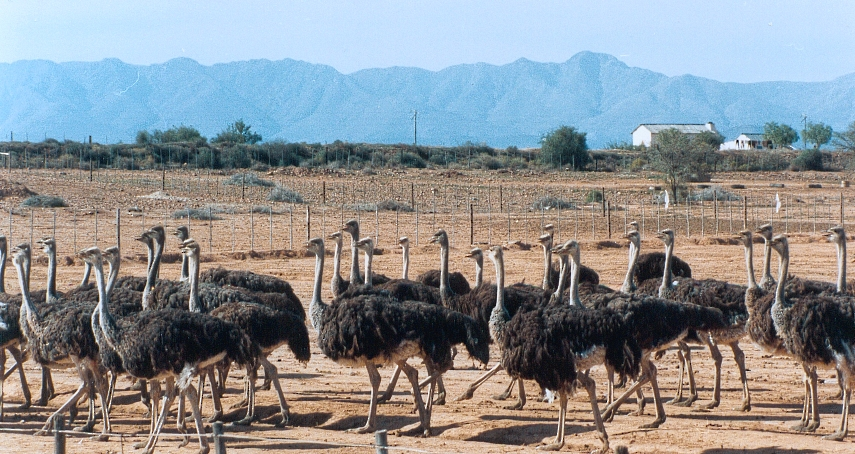
世界のダチョウの首都とされるオウツフルン

## 地理

### 人口
| 人種構成（オウツフルン） 2011年               | 人種構成（オウツフルン） 2011年               | 人種構成（オウツフルン） 2011年 | 人種構成（オウツフルン） 2011年 | 人種構成（オウツフルン） 2011年 |
| --------------------------------------------- | --------------------------------------------- | ------------------------------- | ------------------------------- | ------------------------------- |
|                                               |                                               |                                 |                                 |                                 |
| カラード                                      | カラード                                      |                                 | 70.9%                           | 70.9%                           |
| 白人（アフリカーナー及び アングロアフリカン） | 白人（アフリカーナー及び アングロアフリカン） |                                 | 15.3%                           | 15.3%                           |
| バントゥー系民族（黒人）                      | バントゥー系民族（黒人）                      |                                 | 12.5%                           | 12.5%                           |
| インド・アジア系                              | インド・アジア系                              |                                 | 0.4%                            | 0.4%                            |

| 母語話者（オウツフルン） 2011年 | 母語話者（オウツフルン） 2011年 | 母語話者（オウツフルン） 2011年 | 母語話者（オウツフルン） 2011年 | 母語話者（オウツフルン） 2011年 |
| ------------------------------- | ------------------------------- | ------------------------------- | ------------------------------- | ------------------------------- |
|                                 |                                 |                                 |                                 |                                 |
| アフリカーンス語                | アフリカーンス語                |                                 | 87.8%                           | 87.8%                           |
| コサ語                          | コサ語                          |                                 | 7.4%                            | 7.4%                            |
| 英語                            | 英語                            |                                 | 2.6%                            | 2.6%                            |

人種はカラードが全体の7割と大半を占める。アフリカーナ等の白人も15%と少なくないが黒人は1割強と少数派である。言語はアフリカーンス語が9割弱と大半となっており、国内でも有数にアフリカーンス語の割合が高い都市である。

## 歴史

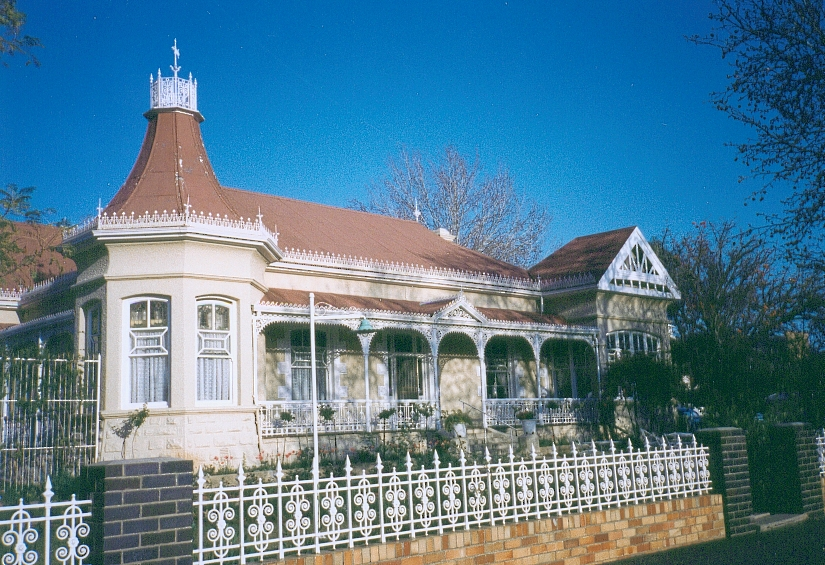
オウツフルンの歴史的建造物

## 交通

### 鉄道
ケープタウンとポートエリザベスからロボスレイル鉄道が運行されている。

## 対外関係

### 姉妹都市･提携都市
姉妹都市
- 花蓮市（中華民国 花蓮県）